# 佛來明豆
佛來明豆（学名：Flemingia strobilifera）为豆科佛來明豆屬下的一个种。